# Débarquement de Lae
Seconde Guerre mondiale, 
Guerre du Pacifique
Batailles
- Mubo
- Bobdubi
- Crête Lababia
- Baie de Nassau
- Crête Roosevelt
- Mont Tambu
- Lae
- Nadzab

Le débarquement de Lae est un débarquement amphibie à l'est de Lae, en Papouasie-Nouvelle-Guinée, puis l'avancée ultérieure sur la ville pendant la campagne Salamaua-Lae de la Seconde Guerre mondiale. Faisant partie de l'opération Postern, entreprise pour capturer la base japonaise de Lae, le débarquement est mené entre le 4 et le 6 septembre 1943 par les troupes australiennes de la 9e division, soutenues par les forces navales américaines de la VIIe force amphibie. Première opération amphibie majeure entreprise par l'armée australienne depuis l'échec de la campagne de Gallipoli, les Australiens ont investi beaucoup d'efforts dans la planification de l'opération.
Le débarquement initial voit une brigade et des éléments de soutien être débarqués sur deux plages à environ 27 km à l'est de Lae. Une fois la tête de pont sécurisée par la brigade, une seconde est débarquée pour les suivre et aider à étendre la tête de pont. Dans les jours qui suivent le débarquement, une troisième et dernière brigade de la division est amenée à terre. Le débarquement est effectué en conjonction avec le débarquement aéroporté à Nadzab, et suivi d'un entraînement sur Lae par la 7e division depuis Nadzab et la 9e depuis les plages du débarquement, avançant avec deux brigades tandis qu'une tenait la plage du débarquement. Entravée par le mauvais temps, les difficultés logistiques et la résistance acharnée des défenseurs japonais, l'avance de la 9e division s'est arrêtée et finalement les troupes de la 7e division firent leurs entrées en premier dans Lae le 16 septembre, la veille de l'arrivée de la 9e division.

## Stratégie

### Alliée

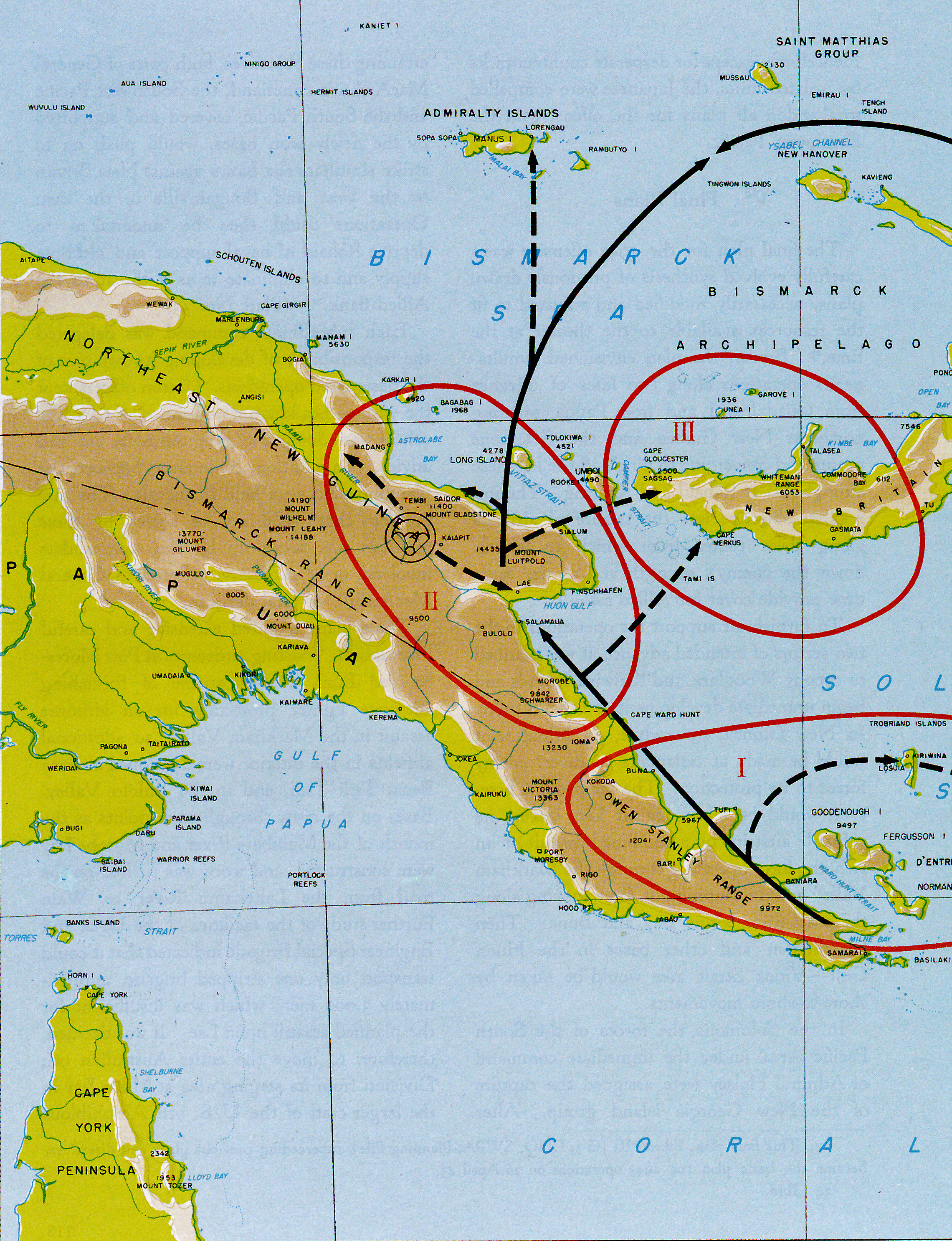
Une carte illustrant le plan Elkton III, mars 1943.

En juillet 1942, les chefs d'état-major interarmées des États-Unis approuvent une série d'opérations (collectivement appelées opération Cartwheel) par le général Douglas MacArthur, le commandant suprême de la South West Pacific Area (SWPA), contre le bastion japonais de Rabaul, qui bloquait toute avancée alliée le long de la côte nord de la Nouvelle-Guinée vers les Philippines ou vers le nord vers la principale base navale japonaise de Truk. Conformément à la grande stratégie alliée globale consistant à vaincre d'abord l'Allemagne nazie, le but immédiat de ces opérations n'était pas la défaite du Japon, mais simplement la réduction de la menace posée par la base japonaise de Rabaul aux communications aériennes et maritimes entre les États-Unis et l'Australie.
En 1942 et au début de 1943, les forces de MacArthur combattent une série d'offensives japonaises en Papouasie dans la campagne de la piste Kokoda, la bataille de la baie de Milne, la bataille de Buna-Gona, la bataille de Wau et la bataille de la mer de Bismarck. À la suite de ces victoires, l'initiative passe aux Alliés. Lors de la conférence militaire du Pacifique à Washington DC, en mars 1943, les plans de MacArthur sont examinés par les chefs d'état-major interarmées. Les chefs ne sont pas en mesure de fournir toutes les ressources demandées, les plans sont donc revus à la baisse, la prise de Rabaul étant reportée à 1944. Le 6 mai 1943, le quartier général de MacArthur (QG) à Brisbane informe officiellement les commandements subordonnés de la phase suivante des opérations, qui consiste à :
1. Occuper les îles Kiriwina et Woodlark et y établir des forces aériennes.
2. Saisir la zone Lae – Salamaua – Finschhafen – Madang et y établir des forces aériennes.
3. Occuper l'ouest de la Nouvelle-Bretagne, établir des forces aériennes au cap Gloucester, Arawe et Gasmata (en).

La deuxième partie est assignée à la Force de Nouvelle-Guinée du général Sir Thomas Blamey, qui est une formation principalement australienne. En conséquence, « il est devenu évident que toute offensive militaire en 1943 devront être menée principalement par l'armée australienne, tout comme lors des âpres campagnes de 1942 ».

### Japonaise
Au début de 1942, les Japonais élaborent des plans pour la capture de la région de Salamaua-Lae, qu'ils souhaitent, selon Kengoro Tanaka, dans le cadre de plans « pour contrôler la zone maritime à l'est et au nord de l'Australie » en raison des aérodromes situés dans la région. Lae est ensuite sécurisée par un bataillon de troupes navales en février-mars 1942. Lae sera ensuite développée en une base avancée importante pour les avions japonais, tandis que Salamaua est investie d'une garnison navale. En décembre de la même année, les Japonais commencent à renforcer Lae alors qu'ils cherchent à consolider leurs flancs sud après l'échec des opérations de capture de Port Moresby. En janvier 1943, l'effectif total des forces japonaises autour de Salamaua-Lae est d'environ 6 500 hommes. Sa position stratégique, adjacente à la mer de Salomon, signifie qu'elle représente la principale base japonaise dans la région, et tout au long de 1943, des plans sont élaborés pour tenir à la fois Lae et Salamaua.
En 1943, les Japonais maintiennent des quartiers généraux séparés de l'armée et de la marine à Rabaul, qui coopérent entre eux mais sont responsables devant différentes autorités supérieures. Les forces navales relevent de la flotte de la zone sud-est, commandée par le vice-amiral Jinichi Kusaka. Les forces armées relèvent de la 8e armée régionale du général Hitoshi Imamura, composée de la XVIIe armée dans les îles Salomon, de la XVIIIe armée du lieutenant-général Hatazō Adachi en Nouvelle-Guinée et de la 6e division aérienne, basée à Rabaul. À la suite de la destruction d'un convoi transportant des renforts lors de la bataille de la mer de Bismarck, les Japonais décident de ne plus envoyer de convois à Lae, mais plutôt de débarquer des troupes dans la baie d'Hansa et Wewak et de les faire avancer vers Lae en barge ou sous-marin. À long terme, ils espèrent achever une route sur la chaîne du Finisterre et de là à Lae à travers les vallées de Ramu et de Markham.
Imamura ordonne à Adachi de capturer les bases alliées à Wau, BenaBena et Mount Hagen. Pour soutenir ces opérations, le quartier général impérial a transféré la 7e division aérienne en Nouvelle-Guinée.  Le 27 juillet 1943, la 4e armée de l'air du lieutenant-général Kumaichi Teramoto (en) est affectée au commandement d'Imamura pour contrôler les 6e et 7e divisions aériennes, la 14e brigade aérienne et quelques escadrons divers. En juin, Adachi dispose de trois divisions en Nouvelle-Guinée : la 41e division à Wewak et la 20e division autour de Madang, toutes deux récemment arrivées de Palau, et la 51e division dans la région de Salamaua, pour un total d'environ 80 000 hommes. Parmi ceux-ci, seule la 51e division est en contact avec l'ennemi. Comme Blamey, Adachi fait face à d'énormes difficultés de transport et d'approvisionnement juste pour amener ses troupes au combat.

## Géographie

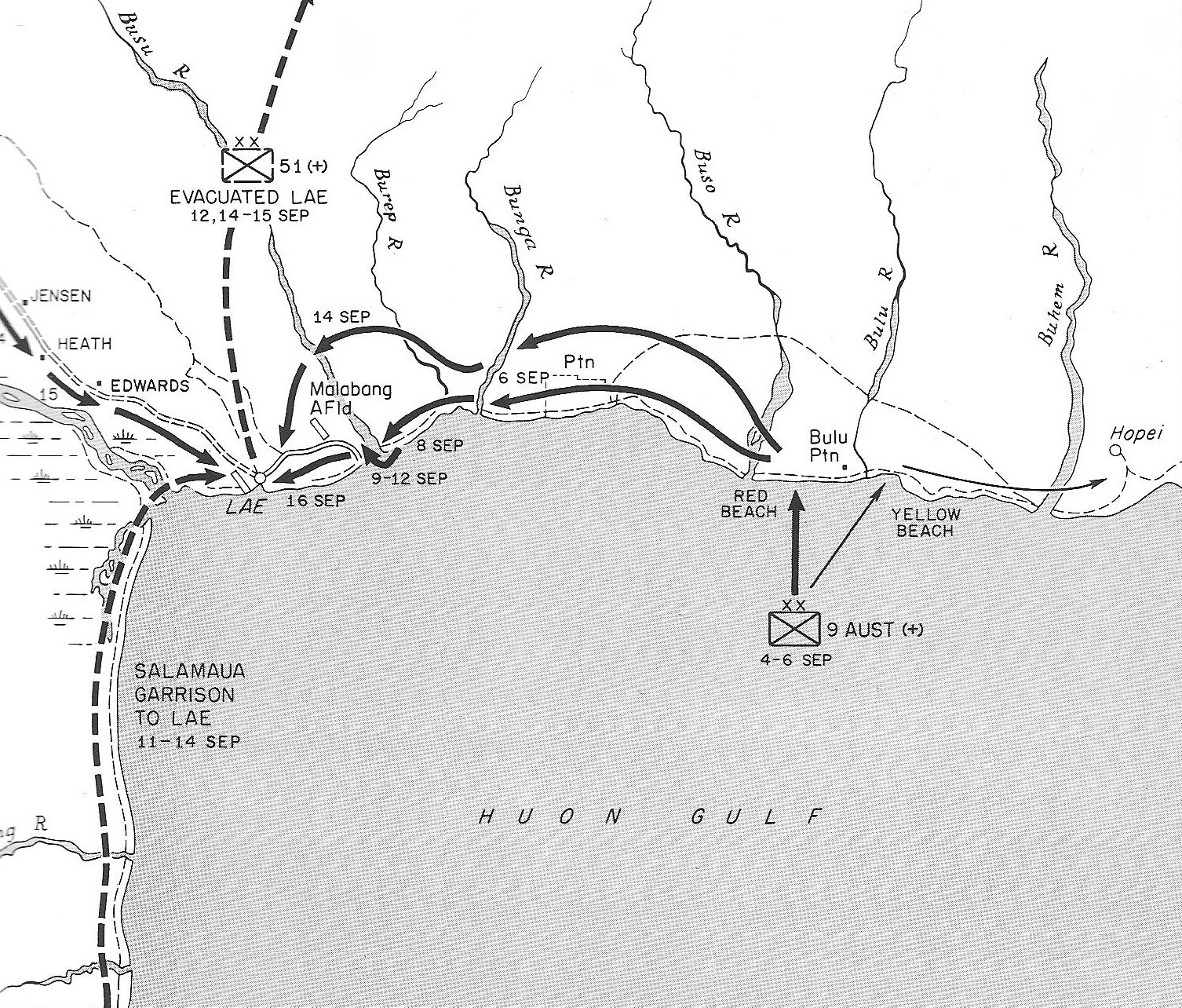
Carte de l'avancée sur Lae, septembre 1943.

Lae se trouve sur la base ouest de la péninsule de Huon, sur le côté sud du golfe de Huon. La zone est plate et généralement bien drainée. Un port provisoire est créé pour répondre aux besoins des champs aurifères du sud, mais aucune infrastructure de ce type n'est établie en eaux profondes au large, signifiant des mouillages limités. L'amplitude des marées est faible et il n'y a pas de récifs coralliens. Les plages à l'est de Lae sont adaptées aux péniches de débarquement. Celles-ci sont composés de sable noir ferme ou de galets. Cependant, le terrain devient hostile à la sortie des plages, qui sont pour la plupart entourés d'une jungle dense et de marécages de mangroves. Aucune route n'existe, la zone est entrecoupée de ruisseaux et de rivières, dont les plus importantes sont les rivières Burep et Busu . Bien que ni larges ni profonds, avec des fonds fermes et caillouteux, ils sont rapides, sans gués, et constituent donc un obstacle au passage des troupes.

## Planification
Le débarquement sera effectué par la 9e division du général de division George Wootten, vétérans du siège de Tobrouk et des première et deuxième batailles d'El Alamein. Il était retourné en Australie depuis le Moyen-Orient après El Alamein, et avait été rééquipé, réorganisé et réentrainé pour les opérations dans la jungle autour de Kairi sur les plateaux d'Atherton dans le Queensland. L'entraînement à la guerre amphibie est mené à proximité à Trinity Beach à Cairns avec la 2e brigade spéciale du génie américaine. Cette brigade est une grande formation, avec un effectif de 354 officiers, 16 sous-officiers et 6 806 hommes enrôlés. Chacun de ses trois bataillons de bateaux dispose de 120 petits LCVP et 12 plus grands LCM, qu'ils ont eux-mêmes assemblés dans une installation près de Cairns. La 2e brigade spéciale du génie est entraînée et équipée pour des opérations « terre à terre », sur une distance maximale de 100 km.

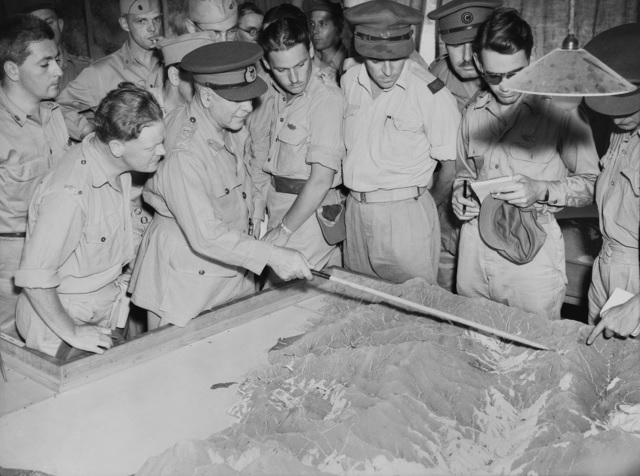
Blamey informe les médias d'information à l'aide d'un modèle à l'échelle de la zone cible.

Le concept original est qu'une brigade de la 9e division devra être transportée le long de la côte de la Nouvelle-Guinée à partir d'une base avancée à Morobe. Blamey pensait à la perspective de le faire sous le nez de la base aérienne japonaise de Lae, mais cela semblait dangereux. En mai, il rencontre MacArthur et obtient l'approbation d'une modification de l'opération pour employer la totalité de la 9e division, qu'elle soit transportée dans de grandes péniches de débarquement supplémentaires exploitées par la VIIe force amphibie,. Également connue sous le nom de Task Force 76, elle fait partie de la 7e flotte de l'US Navy. Commandé par le contre-amiral Daniel E. Barbey, la force exploite de grands navires de débarquement océaniques tels que le LST, le LCI et le LCT. La plus grande portée des navires signifie que toute la force peut s'arrêter dans la baie de Milne et se rendre directement à Lae à partir de là. En juillet et août 1943, la 9e division remonte dans la baie de Milne, où Barbey a déjà établi son quartier général à bord de l'USS Rigel,.
Étant la première opération amphibie significative montée par les forces australiennes depuis Gallipoli, une planification extensive est mise dans la capture de Lae. En effet, il s'agit de la première opération majeure pour laquelle l'armée australienne est en mesure de mener une planification à long terme, une planification délibérée commençant six mois auparavant. Wooten choisit délibérément des sites de débarquement au-delà de la portée de l'artillerie japonaise à Lae. « Red Beach » est à l'est de l'embouchure de la rivière Busu, à 27 km à l'est de Lae, et « Yellow Beach » près de Malahang. C'est la première fois que la SWPA désigne les plages par des couleurs. L'extrémité gauche de la plage est marquée d'un panneau rouge uni monté sur des piquets de tente, la droite d'un panneau rouge et blanc en alternance. La nuit, la gauche aura un feu rouge, et la droite une alternance de rouge et de blanc. La plage jaune est  marquée de la même manière, avec du jaune au lieu de rouge. Des cartes et des modèles des sites de débarquement sont réalisés et gardés étroitement gardés. Les soldats sont familiarisés avec les maquettes des plages où ils devront débarquer, mais les noms sont gardés secrets. Les répétitions ont lieu sur l'île Normanby.

Ordre d'arrivée des péniches de débarquement et des provisions sur les plages rouges et jaunes.

Une série de réunions impliquant Wooten, Barbey, Edmund Herring (le supérieur de Wooten en tant que commandant du Ier corps), le colonel Merian C. Cooper de la Fifth Air Force et le commodore de l'air Joseph E. Hewitt de la RAAF, concluent un accord, ou du moins un compromis, sur de nombreux points. Wooten désire au moins 10 jours de rations de réserve. Cela signifie que certaines provisions doivent être transportés en vrac et non préchargés sur des camions comme Barbey le souhaitait initialement. Le chargement des provisions sur des camions permet un déchargement rapide des LST, car les camions peuvent simplement être chassés. La 9e division ne dispose pas suffisamment de camions pour cela, mais ils parviennent à emprunter à l'USASOS (en) 200 camions destinés à la base avancée américaine de Lae. Barbey n'autorise pas les véhicules chargés sur les ponts-citernes des LST, car cela représente un risque d'incendie, de sorte que des provisions en vrac y sont transportés à la place.
Les besoins en munitions sont basés sur l'expérience dans le désert, car aucune données fiables n'existe sur l'utilisation dans la SWPA en raison de difficultés d'approvisionnement aiguës. Quelque 1 200 tonnes de munitions sont récupérés du 10e Advanced Ammunition Depot dans la baie de Milne pour les canon de 25 livres du 2/12e régiment d'artillerie et les canons Bofors de 40 mm du 2/4e régiment antiaérien léger. La 9e division dispose également de deux équipes de contrôle des tirs à terre du 1er groupe de bombardement naval australien pour coordonner le soutien des tirs navals, qui avaient été spécialement formés au dépôt naval de Flinders à Victoria,.
Wooten désire initialement un débarquement de nuit, ce qui donnerait une surprise tactique et maximiserait le temps de déchargement des navires de débarquement avant que les avions japonais n'apparaissent ; mais aucune lune n'est visible pour le 4 septembre. Barbey n'est pas certain de pouvoir localiser correctement les plages. L'heure H est donc fixée à 06 h 30, soit vingt minutes après le lever du soleil. L'armée de l'air s'étant engagée à soutenir le débarquement de la 7e division à Nadzab le jour suivant, la couverture aérienne n'est pas disponible dans l'après-midi. Barbey veut donc que les navires partent à 11 heures. Cela soulève la question de savoir si les navires pourront être déchargés en seulement 4 heures et demie. Il s'assure que le déchargement se poursuivra même sous une attaque aérienne japonaise. Pour les officiers australiens ayant des souvenirs du Tobruk Ferry Service, où la Royal Navy et la Royal Australian Navy avaient perdu 25 navires pour approvisionner la garnison du port, ils estiment que l'attitude de l'US Navy n'est pas à la hauteur.
Un élément clé du plan de Blamey est que les forces australiennes et américaines maintiennent la pression sur la garnison japonaise autour de Salamaua au sud-ouest avant le débarquement dans le but d'éloigner les renforts japonais de Lae. En cela, leur objectif est atteint car la 51e division japonaise continue à renforcer la position autour de Salamaua, avec des milliers de soldats japonais, y compris des éléments de plusieurs régiments d'infanterie et un régiment d'artillerie, déplacés dans la région tout au long de la campagne,. Selon l'intelligence alliée 7 250 soldats japonais sont stationnés à Lae, dont 5 100 dans les unités de combat.

## La bataille

### Débarquement
La 20e brigade d'infanterie du brigadier Victor Windeyer quitte la baie de Milne le 2 septembre. Les premières vagues sont transportées dans des destroyers de transports (APD), de vieux destroyers  convertis pour être utilisés comme navires amphibies à grande vitesse; il s'agit des USS Brooks, Gilmer, Humphreys et Sands. Des éclaireurs du génie amphibie du 532e régiment de navire et de rivage du génie (EBSR) de la 2e brigade spéciale du génie les accompagnent. Le reste de la 20e brigade d'infanterie voyage moins confortablement dans les LCI et LST de la VIIe force amphibie. La 5e armée de l'air mène des raids sur les bases japonaises de Madan le 1er septembre et de Wewak le 2 septembre pour soutenir l'opération, coulant deux navires marchands totalisant 10 000 tonnes dans le port de Wewak.
Le convoi s'arrête quelques heures à Buna le 3 septembre, où les hommes des LCI sont autorisés à débarquer. Vers 12 h 15, neuf bombardiers japonais Betty attaquent la péniche de débarquement à Morobe, mais n'infligent aucun dommage ni victime. Dans la nuit du 3 au 4 septembre, le dernier voyage vers les plages du débarquement débute. Le débarquement est précédé d'un court bombardement naval de cinq destroyers américains. Ils ne rencontrent aucune opposition des forces terrestres japonaises, le faible nombre d'hommes gardant le rivage choisissent d'abandonner leurs postes plutôt que de se battre.

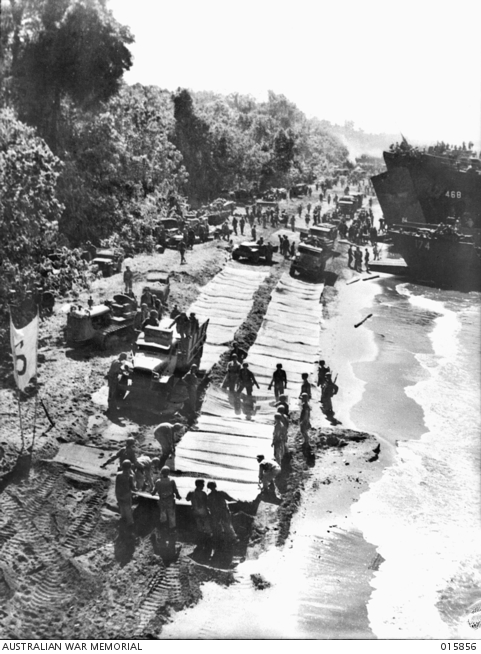
Le régiment de navire et de rivage du génie américain pose des tapis de plage pour permettre aux véhicules de se déplacer sur le sable. Les LST-468 et LCT-174 se déchargent en arrière-plan.

Les Alliés rencontrent cependant une résistance aérienne. Alors que la cinquième vague de sept LCI arrive à Red Beach, ceux-ci sont attaqués par six chasseurs Zeke et trois bombardiers Betty, larguant douze bombes. L'un touche le pont de l'USS LCI-339 en avant de la tourelle de commandement ; deux autres sont évités de justesse. Gravement endommagé et criblé de balles et d'éclats, le navire prend feu. Le LCI-339 reste sur la plage, où il sert de point de repère aux avions japonais. Le navire est finalement remorqué au large de la plage, avant de dériver sur un récif, devant une perte totale. L'USS LCI-341 subit un accident qui provoque un énorme trou dans son flanc. Huit Australiens sont tués, dont le lieutenant-colonel R. E. Wall, le commandant du 2/23e bataillon d'infanterie, et 45 autres blessés.
L'opération de débarquement se poursuit malgré les attaques aériennes et dans les quatre heures suivant la mise à l'eau de la première péniche de débarquement, environ 8 000 hommes sont débarqués. Au cours de la phase initiale du débarquement, le 2/13e bataillon d'infanterie débarque à Yellow Beach pour sécuriser la tête de pont, puis pousse les patrouilles vers l'ouest, pour rejoindre le 2/15e bataillon d'infanterie – débarqué à Red Beach – avant d'avancer vers l'est vers la station de mission Hopoi pour sécuriser le flanc droit. Le 2/17e bataillon d'infanterie débarque sur Red Beach derrière le 2/15e et se pousse vers l'ouest pour se frayer un chemin à travers la rivière Buso et établir une tête de pont sur sa rive opposée. La 26e brigade d'infanterie suit ensuite la 20e brigade à terre, effectuant un passage de lignes avec la 20e brigade, traversant leur position puis poussant vers l'ouest, prenant temporairement le contrôle du 2/17e bataillon d'infanterie.
Les ingénieurs posent des treillis métalliques sur les plages, abattent des arbres, construisent des routes et établissent des décharges d'approvisionnement. Alors que les LST sont déchargés assez rapidement, les sept LCT chargés en vrac rencontrent des difficultés, en raison du nombre insuffisant de troupes désignées pour aider au déchargement. Le dernier ne sera déchargé qu'à 14 h 30. À 13 h 00, six LST se dirigeant vers Red Beach sont attaqués par une force d'environ 70 avions japonais. Quelque 48 Lockheed P-38 Lightning sont guidés pour les aider. L'USS LST-473 est secoué par deux bombes de bombardiers en piqué Val. Huit Américains sont tués et 37 Américains et Australiens blessés. L'USS LST-471 est torpillé du côté bâbord à l'arrière par un bombardier Betty ; 43 Américains et Australiens sont tués et 30 autres blessés. Particulièrement touchés sont les commandos de la 2/4e compagnie indépendante qui comptent dans leurs rangs 34 morts et 7 blessés.
Les navires restants continuent vers Red Beach, arrivant comme prévu à 23 h 00. Sur le chemin du retour, les USS LST-452 et LST-458 prennent les deux LST paralysés en remorque et les ramènent à Morobe. Ils prennent ensuite leur cargaison jusqu'à Red Beach. Les blessés sont emmenés à Buna par le navire Humphreys. Des avions japonais attaquent la plage à 15 h 30. Bilan : un dépôt de munitions explose et un dépôt de carburant est incendié. La 532e perd un homme et 12 sont blessés.
Le lendemain, après une avance de la 26e brigade d'une tête de pont d'environ 9,6 km du dépôt initial, la réserve divisionnaire – la 24e brigade d'infanterie – est ramené à terre dans la soirée du 5/6 septembre. Dans les jours qui suivent le débarquement, les Australiens avancent avec deux brigades en avant : la 24e sur la côte et la 26e à environ 6,4 km à l'intérieur des terres. À droite de la 26e brigade, la sécurité des flancs est assurée par la 2/4e compagnie indépendante, tandis que la 20e brigade reste en arrière pour sécuriser la tête de pont.

### Avance sur Lae

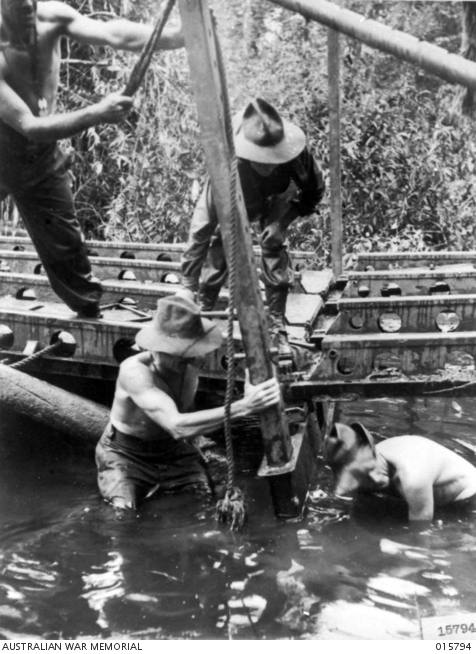
Les sapeurs érigent un pont flottant sur la rivière Bunga sur la voie de Lae pour faciliter le passage de l'artillerie.

Après le débarquement à l'est de Lae, la 7e division, s'étant concentrée à Port Moresby, est transportée par avion à Nadzab après sa capture par le 503e régiment d'infanterie parachutiste américain (503e PIR) le 5 septembre. Chargé d'avancer depuis le nord-ouest, son rôle principal est de servir de tampon entre la 9e division et les renforts japonais qui pourraient tenter de descendre à travers les vallées de Markham et de Ramu. L'avancée initiale de la 9e division le long de la côte rencontre une résistance limitée, les éléments japonais les plus importants étant principalement de la taille d'une compagnie. En réponse au débarquement à Nadzab, le commandement japonais ordonne à la 51e division du lieutenant-général Hidemitsu Nakano de renforcer la garnison fortement retranchée de Ryoichi Shoge à Lae, se repliant de la région de Salamaua. La zone est parsemée de nombreuses petites criques et rivières à l'ouest du Buso, y compris quatre rivières principales et sur la route intérieure. Le 2/23e bataillon d'infanterie, après avoir traversé le Buso le premier jour, commence une péripétie de ce que l'auteur Joseph Morgan décrit comme « des traversées de rivière perfides et des efforts difficiles ... à travers la jungle ».
Se frayant un chemin à travers les rivières Bunga et Buiem, le 2/23e se déploie à travers le village d'Apo tout en maintenant le contact avec le 2/17e bataillon d'infanterie par câble de signalisation. Autour de la rivière Burep, le 2/23e est retenu par le terrain. En conséquence, le commandant décide de s'arrêter et de former une position défensive de bataillon. Un peloton dirigé par le sergent Don Lawrie est poussé vers l'avant près de l'embouchure de la rivière comme mesure de protection pour fournir une alerte précoce. Le 6 septembre, une compagnie de Japonais attaque la principale position défensive du 2/23e au sud de la plantation Singaua sur le côté ouest de la rivière Buiem, aux côtés d'une compagnie du 2/24e bataillon. Alerté par le peloton de Lawrie qui avait renvoyé deux coureurs, le bataillon parvient à repousser l'attaque, bien que de nombreuses victimes soient infligées aux 2/23e et le 2/17e par les mortiers japonais. La compagnie japonaise, comptant environ 60 hommes, se replie par la suite vers le peloton de Lawrie près du Bunga. Positionné sur la ligne de retraite japonaise, le peloton australien subit six attaques. Ceux-ci sont repoussés au cours de l'après-midi, et le soir, alors que de fortes pluies commencent à tomber, le peloton australien parvient à rompre le contact et à se retirer vers la principale position défensive du 2/23e.
L'assaut japonais du 2/23e a par la suite retardé l'avance de la 9e division pendant plusieurs jours, et ceux-ci se révéleront finalement importants car à cette époque, la pluie s'installe, inondant les nombreuses voies navigables bifurquant vers l'intérieur depuis la côte. Couverts de tirs nourris de la rive opposée, ils s'avèrent difficiles à franchir pour les Australiens. Au fur et à mesure que l'avance se poursuit, les provisions sont poussés vers l'avant depuis Red Beach et débarqués par des VUL et des LCM autour du village de pêcheurs d'Apo les 6 et 7 septembre, puis à nouveau le 7 septembre autour de la plantation de Singaua, d'où les 24e et 26e brigades d'infanterie entreprennent un réapprovisionnement avant la poursuite de l'avance. La marche s'avère lente, le sol saturé, et la jungle épaisse et l'herbe kunai le long de la route d'avance retardent les troupes qui doivent se frayer plusieurs pistes à travers le feuillage. Sur la route intérieure, le 2/24e ouvert la voie vers la rivière Burep, tandis que le long de la côte, le 2/28e relève le 2/32e. En atteignant le Burep, les deux brigades se séparent, la 26e avançant le long du Burep sur plusieurs kilomètres avant de le traverser plus à l'intérieur des terres puis de se diriger vers le Busu.

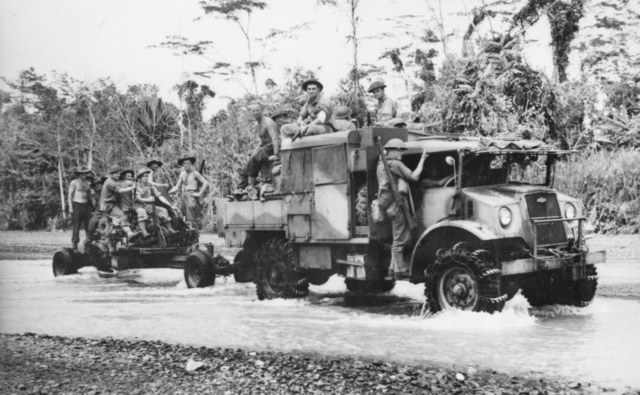
Un tracteur d'artillerie numéro 6 tracte un canon Bofors de 40 mm à travers la rivière Burep sur le chemin de Lae.

Le 8 septembre, le commandant de la 51e division japonaise, Nakano, donne l'ordre à ses forces et à celles de Lae de commencer leur retrait vers le nord, car il devient clair que les doubles poussées sur la ville les menacent d'encerclement. Le même jour, cependant, les Australiens s'heurtent à l'obstacle le plus important à leur avance sur Lae – la rivière Busu –  qui à son plus large fait 700 mètres de diamètre pour une profondeur d'1 mètre 80. Trois jours de fortes pluies ont inondé la rivière, la rendant dangereuse à traverser ; cependant, la nécessité de maintenir l'initiative contraint les Australiens à lancer une traversée hasardeuse sans engins de pontage ni bateaux. Sur la côte, le 2/28e bataillon d'infanterie, sous le commandement du lieutenant-colonel Colin Norman, tente de faire passer un câble à travers la rivière. Cela échoue après la mort d'un soldat ayant effectué la traversée sur la rive opposée, tué par une escouade de Japonais. Norman déplace ensuite son attention vers l'embouchure de la rivière, où se trouve une petite île centrale qui peut être exploitée pour fournir une couverture aux troupes d'assaut. Couverts de mortiers et de mitrailleuses lourdes, les Australiens de l'Ouest fixent des baïonnettes et avancent en lots de compagnie, avec les hommes alignés en ligne étendue. Les Japonais ouvrent le feu avec leurs mortiers et mitrailleuses depuis des positions bien dissimulées sur la rive opposée. Treize Australiens se noient dans la traversée, tandis que des dizaines d'autres sont emportés et doivent être secourus par des troupes d'unités voisines. Néanmoins, le 2/28e pousse à travers, sécurisant par la suite une tête de pont sur la rive opposée.
Le temps continue d'entraver l'avance de la 9e division. La 26e brigade, plus à l'intérieur des terres, reste coincée du côté Est du Busu. Le 10 septembre, les commandos assurant la sécurité des flancs réussissent à traverser la rivière Sankwep, près de sa confluence avec le Busu, en poussant un pont kunda. Peu de temps après, ils s'affrontent avec un petit groupe de Japonais tentant d'avancer vers le pont, et plusieurs Japonais sont tués. Pour revigorer la 26e, le soutien du génie est apporté. La 2/7e compagnie de terrain créé une piste de jeep vers l'avant avec l'aide du 2/48e, et ils arrivent ensuite avec des bateaux, des cordes et des câbles, et plusieurs tentatives sont faites pour traverser, qui ont finalement échoué lorsque les ingénieurs ont essuyé des tirs de la rive opposée. De violents affrontements ont lieu plus tard alors que les Australiens et les Japonais se battent désespérément dans le marais autour du passage à niveau. Alors qu'il devient incertain pour la 26e brigade de se frayer un chemin, une compagnie du 2/48e est envoyée au sud pour utiliser le passage de la 24e brigade, puis avancer vers le nord le long de la rive ouest du Busu pour aider à sécuriser le tête de pont de la brigade lorsqu'elle parvient finalement à traverser. Le 13 septembre, d'autres fournitures du génie sont livrés, y compris du matériel de pontage et des bateaux pliants, et le lendemain, un petit pont à poutres en caisson est mis en œuvre malgré les tirs nourris de la rive opposée, permettant à la 26e brigade de traverser le Busu le 14 septembre.
Les éléments de tête de la 26e brigade d'infanterie se sont immédiatement affrontés aux Japonais sur la rive opposée, alors qu'ils tentent de pousser deux bataillons vers Kamkamun et la mission Malahang, pour sécuriser la scierie au sud-ouest et à l'extrémité nord de l'aérodrome de Malahang. Pendant ce temps, la 24e brigade d'infanterie a poussé le 2/28e le long de la côte en vue d'avancer vers Malahang Anchorage, tandis que les 2/32e et 2/43e investissent Wagan au sud de l'aérodrome de Malahang. En plus de la météo, la situation d'approvisionnement alliée s'avère également problématique, la géographie rendant les efforts de réapprovisionnement difficiles, tandis que la politique de service conduit à des disputes entre les commandants militaires et navals se développant sur des malentendus sur les capacités de la marine et les risques impliqués dans opérant près du rivage. Ces facteurs se combinent pour contrecarrer les progrès de la 9e division et, par conséquent, les troupes de la 7e division dépassent la 9e pour atteindre la ville, avec sa 25e brigade d'infanterie — ayant mené une action acharnée autour des plantations de Jensen et Heath — entrant à Lae le matin du 16 septembre, juste devant la 24e brigade d'infanterie, qui a pris la veille l'aérodrome autour de Malahang.

## Développement d'une base

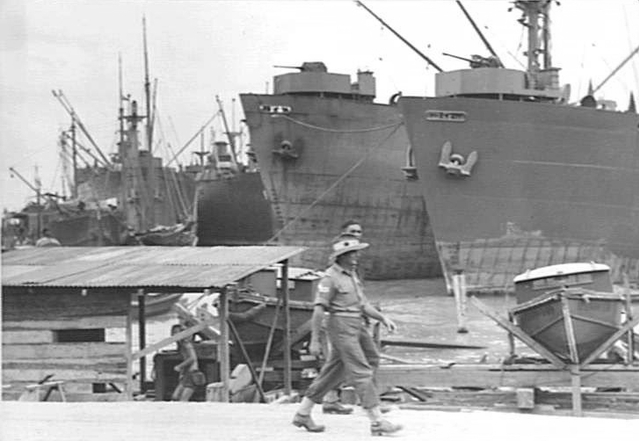
Les Liberty ship déchargent sur les quais de Lae en mars 1944.

Le brigadier David Whitehead de la 26e brigade d'infanterie assume la responsabilité de Lae après sa capture. Sous sa direction, des ordures sont brûlées, des corps japonais incinérés et des cratères de bombes, des trous d'obus et des latrines de tranchées japonaises remplis. Les unités américaines et australiennes de contrôle du paludisme pulvérisent les zones de reproduction des moustiques. Il confie la responsabilité de la ville au brigadier général américain Carl W. Connell, le commandant de la base américaine E. L'avant-garde du quartier général de la sous-zone de la base australienne de Lae du lieutenant-colonel O. A. Kessels arrive par avion le 18 septembre, suivie du corps principal par la mer le 30 septembre. Pour contrôler les bases australiennes et américaines, Herring créé la « Forteresse Lae » sous major général Edward Milford.
Lae n'est pas destinée devenir une base aérienne, mais la 9e division veut utiliser l'aérodrome pour l'évacuation des blessés et le repérage d'artillerie par le No. 4 Squadron RAAF. Le 18 septembre, l'infrastructure est étendue à 1 500 mètres et élargie à 61 mètres, permettant à quatre des Wirraways CAC du 4e escadron d'atterrir. La fermeture de Markham Valley Road le 7 octobre en raison de fortes pluies signifie que les bases aériennes de Nadzab et de Gusap devront être entretenues par voie aérienne. Le carburant est expédié à Lae dans des fûts de 44 gallons, puis transporté par avion à Nadzab. À un moment donné, un décollage ou un atterrissage survient à Lae toutes les 26 secondes. Ce n'est qu'après un effort herculéen du 842e bataillon d'aviation du génie américain que la route sera rouverte le 15 décembre.
Le développement de Lae en tant que port, en revanche, est envisagé dès le départ ; mais lorsque la ville est capturée, le port est bloqué par des barges coulées et des débris. Les seules installations de décharge sont deux jetées branlantes incapables de contenir des camions. La première cargaison est livrée par LST et ramenée à terre sur la plage par des DUKW et des LCM et des allèges. Les DUKW australiens et américains sont exploités comme un pool commun. Au départ, la marine américaine n'autorise les LST à arriver que la nuit et ils doivent partir avant le lever du jour. Ce n'est qu'en novembre qu'ils ont eu la permission d'opérer à la lumière du jour. Les barges japonaises coulées sont déblayées par une grue flottante de 150 tonnes. Les ingénieurs américains ont ensuite installé un quai flottant, remorqué jusqu'à Lae par sections. Celui-ci ouvre le 20 octobre et un navire de type C1, le Cape Kreig, y débarque ce jour-là. Un nouveau quai est achevé le 23 novembre, bien qu'ayant été utilisé pour décharger le Liberty ship Fremont Older le 15 novembre. Une jetée de carburant est construite, ainsi qu'une installation de stockage de pétrole en vrac, et le premier pétrolier y est déchargé le 20 novembre. Un pipeline de 4 pouces est créé jusqu'à Nadzab.

## Conséquences

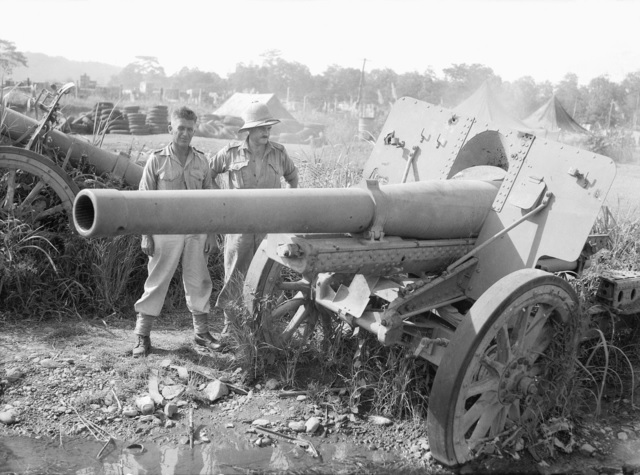
Canon japonais capturé par lAustralian Imperial Force à Lae.

Après la capture de Lae, le haut commandement japonais détermine qu'un retrait vers une nouvelle ligne de défense est nécessaire. Un total d'environ 9 000 soldats japonais se replient à travers la rivière Busu, puis à travers les chaînes Saruwaged et Finisterre jusqu'à la côte nord-est, tandis que des efforts sont faits pour renforcer la péninsule de Huon, la 20e division étant transférée de Madang à Finschhafen. Les Alliés, qui ont capturé une copie de l'ordre de retrait de Nakano lorsque les troupes du 2/25e bataillon d'infanterie se sont affrontés avec une force japonaise le 13 septembre, tentent de couper les troupes repliant. De violents affrontements éclatent ensuite le long la Markham Valley Road, avec des troupes de la 25e brigade d'infanterie australienne et du 503e régiment d'infanterie parachutiste engagées. Pendant le repli, de nombreuses troupes japonaises manquent de nourriture et abandonnent l'équipement essentiel, y compris l'artillerie, les armes légères et l'équipement de transport de charge ; ils atteignent ensuite leur objectif à la mi-octobre, après avoir perdu 600 à 1 000 hommes supplémentaires pendant la marche. Les rapports de force japonais indiquent l'effectif de la 51e division : 6 417 hommes, dont 1 271 malades. La 9e division compte 77 tués, 397 blessés et 73 disparus.
Les Alliés lancent ensuite une campagne de suivi sur la péninsule de Huon, avec un débarquement à Scarlet Beach par la 20e brigade d'infanterie. Au même moment, le 22e bataillon d'infanterie, une unité de milice australienne est débarqué dans le cadre de la 4e brigade d'infanterie les 10/11 septembre pour relever les 2/13e et 2/15e bataillons d'infanterie autour de la tête de pont, afin de les libérer pour l'avancée vers l'ouest sur Lae, suivit les Japonais se repliant vers l'est, marchant de Hopoi Mission Station à Finschhafen, en vue de faire pression sur le flanc sud japonais. Cet exploit est décrit par le Kalgoorlie Miner comme la « plus grande marche » de la campagne de Nouvelle-Guinée et en 10 jours, le bataillon parvient à couvrir 80 km de terrain accidenté.
La 7e division avancera plus tard sur Dumpu à travers les vallées de Markham et de Ramu, et au-dessus de la chaîne de Finisterre en route vers Madang pendant la campagne des monts Finisterre. Cette avance, associée à la saisie américaine de la Nouvelle-Géorgie donnera aux Alliés l'accès aux aérodromes vitaux à partir desquels ils pourront projeter leur puissance aérienne.

### Lectures complémentaires
- Chris Field, Testing the Tenets of Manoeuvre: Australia's First Amphibious Assault since Gallipoli The 9th Australian Division at Lae, 4–16 September 1943, Canberra, Land Warfare Studies Centre, 2012 (ISBN 9780642297563, lire en ligne)